# جواز سفر صربي
تصدر جوازات السفر للمواطنين الصربيين في أي سن، ويعتبر المستند الأساسي للسفر الدولي الصادر من دولة صربيا. تصدر جوازات السفر من قبل وزارة الشؤون الداخلية أو إذا كان مواطن ويقيم في الخارج فإن سفارة صريبا في الخارج تصدر له جواز سفر. لا يمكن للمواطني صربيا حمل أكثر من جواز واحد في نفس الوقت. أدخلت جوازات السفر الإلكترونية الصربية في 7 يوليو 2008.
الأشخاص الذين ولدوا في كوسوفو أو خلاف ذلك من الناحية القانونية استقروا في كوسوفو وبموجب القانون يعتبرون مواطنين صربيين وعلى هذا النحو يحق لهم إصدار جواز سفر صربي.

## السفر باستخدام الهوية الصربية الإلكترونية

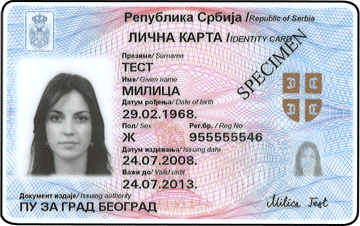
The front of an ID card (Lična karta)

يمكن استخدام بطاقات الهوية الصربية بدلاً من جواز السفر للسفر إلى بعض البلدان الإقليمية التي وقعت اتفاقيات خاصة مع الحكومة الصربية.
| الدولة           | المدة  |
| ---------------- | ------ |
| ألبانيا          | 90 يوم |
| البوسنة والهرسك  | 90 يوم |
| كوسوفو           | 90 يوم |
| الجبل الأسود     | 30 يوم |
| مقدونيا الشمالية | 90 يوم |

## المعرض

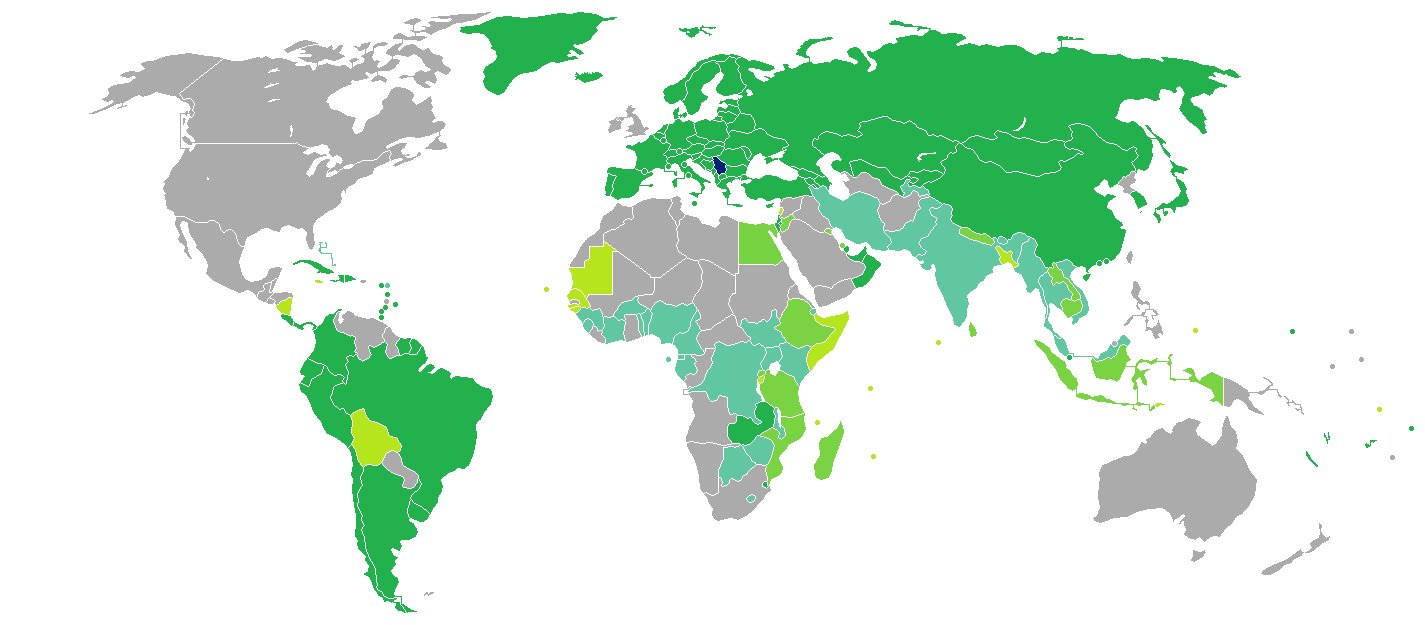
البلدان والأقاليم التي لا تفرض تأشيرة أو تطلب تأشيرة دخول عند الوصول للجهة، لحاملي جوازات السفر الصربية العادية.

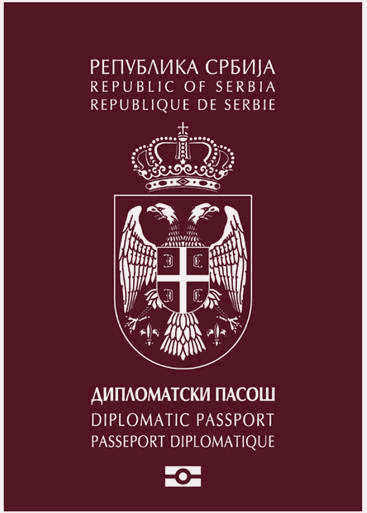
جواز سفر دبلوماسي
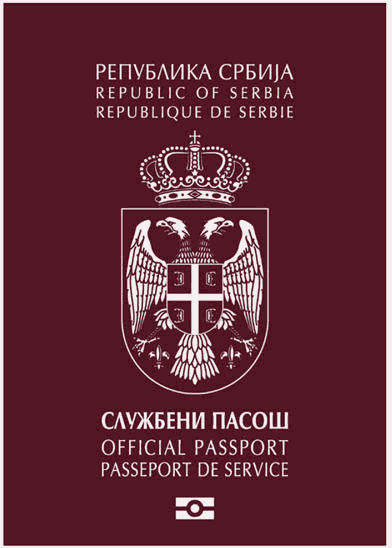
جواز سفر رسمي